# دانشگاه باقرالعلوم
دانشگاه باقرالعلوم در قم، از دانشگاه‌های غیردولتی - غیرانتفاعی ایران در زمینه علوم انسانی - اسلامی است. حمید پارسانیا، احمد واعظی، نجف لک‌زایی، محسن قمی (رئیس پیشین نهاد نمایندگی ولی فقیه در دانشگاه‌ها)، حسن معلمی،یارعلی کرد فیروزجایی،محمدتقی یوسفی،حسن عبدی و محمدمهدی گرجیان از اعضای هیئت علمی آن به‌شمار می‌روند و برخی از استادان از جمله حسین کچوییان، عماد افروغ، علی شیروانی رضا عبدی و سید محمد حسین کاظمینی در آن به تدریس می‌پردازند.

## تاریخچه
این دانشگاه نهادی حوزوی، آموزشی و علمی است که در سال ۱۳۶۳ با عنوان مؤسسه آموزش عالی باقرالعلوم به منظور بالا بردن سطح آگاهی‌های سیاسی طلاب در زمینه‌های جهان اسلام، ایران و روابط بین‌الملل آغاز به کار کرد و از سال ۱۳۷۰ موفق به کسب موافقت اصولی از شورای گسترش آموزش عالی کشور شد.
نظر به ضرورت گسترش فعالیت‌های آموزشی علوم انسانی – اسلامی و توسعه کمی و کیفی تربیت طلاب فاضل در عرصه‌های مختلف علمی – دینی، در سال ۱۳۸۴ از مؤسسه آموزش عالی باقرالعلوم به دانشگاه باقرالعلوم ارتقاء یافت. دانشگاه باقرالعلوم بخشی از مجموعه دفتر تبلیغات اسلامی است که فلسفه وجودی آن ایجاد زمینه ارتقای تبلیغ دینی، ایجاد زمینه ارتقای پژوهش دینی، بسط و تولید دانش و معرفت دینی، ایجاد بستر مناسب برای بازسازی علوم انسانی؛ مبانی اسلامی برای نیازهای علمی، فرهنگی و دینی جامعه است.
ریاست این دانشگاه را سیداحسان رفیعی علوی بر عهده دارد.

## اهداف
1. کمک به ارتقای سطح فرهنگ و دانش جامعه و رشد و گسترش علوم اسلامی – انسانی.
2. مشارکت در تربیت نیروی انسانی متخصص و نخبگان مورد نیاز در عرصه‌های فرهنگی از میان طلاب حوزه‌های علمیه.
3. همکاری در راستای زمینه‌سازی مناسب برای مشارکت همه‌جانبه مردم در امر گسترش و اعتلای آموزش و پژوهش در کشور.
4. استفاده از امکانات و قابلیت‌های موجود کشور و ظرفیت‌های نهفته در حوزه‌های علمیه در توسعه آموزش عالی.
5. کمک به تولید و توسعه نواندیشی دینی در عرصه‌های مختلف علوم اسلامی و انسانی و فراهم نمودن زمینه‌ها و امکانات لازم آموزشی، پژوهشی و تبلیغی.

## ویژگی‌های متمایز دانشگاه باقرالعلوم
1. پیشگامی در تولید اندیشه دینی و گسترش نواندیشی در حوزه علمیه.
2. پیشگامی در عرصه سامان دهی به تربیت طلاب و فضلا در عرصه‌های آموزشی، تبلیغی و پژوهشی.
3. ارائه آموزش‌های نظری و کاربردی، از طریق بهینه‌سازی روش‌های سنتی و استفاده از روش‌ها و فناوری‌های جدید.
4. تربیت نخبگان علمی جهت بسط وگسترش اندیشه دینی و تأمین نیازهای جامعه اسلامی.

۴.
استفاده از استادان بسیار جوان و تازه فارغ التحصیل برای تدریس در مقطع دکتری به طوری که برخی از استادان مدعو تجربه تدریس خود را بلافاصله پس از فراغت از تحصیل در مقطع دکتری در این دانشگاه آغاز کرده اند. حال آنکه در دیگر دانشگاه ها معمولا استادان جوان از مقطع کارشناسی تدریس آغاز میکنند و معمولا مدرسان در تدریس مقطع دکتری دارای مرتبه استادی با ده ها مقاله و کتاب هستند.

## ارکان دانشگاه
۱. هیئت مؤسس؛ ۲. هیئت امنا؛
۳. رئیس دانشگاه؛ ۴. شورای دانشگاه.

## دانشکده‌ها
دانشگاه باقرالعلوم از چهار دانشکده تشکیل یافته‌است:

### دانشکده فرهنگ و علوم اجتماعی و رفتاری
این دانشکده شامل سه گروه علوم اجتماعی، گروه مدیریت راهبردی و گروه مطالعات فرهنگی و ارتباطات است.

### دانشکده تاریخ و مطالعات سیاسی
این دانشکده دارای دو گروه تاریخ اسلام و گروه مطالعات سیاسی است.
گروه مطالعات سیاسی از سال ۱۳۷۳ کار خود را با جذب دانشجو آغاز کرد. در ابتدا تنها دانشجویان در مقطع کارشناسی پذیرش می‌شدند، اما از سال ۱۳۷۵، پذیرش در مقطع کارشناسی ارشد نیز آغاز شد و پس از مدتی دوره‌های دکتری علوم سیاسی نیز در دانشگاه راه اندازی شد. البته مدتی است که پذیرش دانشجو در مقطع کارشناسی متوقف شده‌است و این دانشگاه تنها در مقاطع عالی دانشجو می‌پذیرد.

### دانشکده فلسفه و اخلاق
این دانشکده شامل سه گروه فلسفه و کلام، گروه اخلاق و معارف اسلامی و گروه فلسفه مضاف است.
فلسفه مضاف در این دانشکده دربردارنده دو رشته فلسفه حقوق و فلسفه فیزیک است.

### دانشکده زبان‌های خارجی و مطالعات بین فرهنگی
این دانشکده دارای چهار گروه زبان انگلیسی، گروه زبان عربی، گروه زبان فرانسوی و گروه زبان آلمانی است.

## پذیرش دانشجو
این دانشگاه در دو مقطع کارشناسی ارشد و دکتری از طریق آزمون سراسری و آزمون اختصاصی دانشجو جذب می‌کند؛ و از ترم زمستان سال ۱۳۹۴ برای اولین بار در کشور رشته کارشناسی زبان انگلیسی ویژه مطالعات اسلامی راه اندازی شد.

## نشریات

### فصلنامه علمی – پژوهشی علوم سیاسی
این فصلنامه از سال ۱۳۷۷ منتشر می‌شود و چند سالی است دارای درجه علمی-پژوهشی شده‌است. مدیرمسئول این فصلنامه، احمد واعظی و استادانی مانند عبدالرحمن عالم، حسین کچوییان، عماد افروغ، حمید پارسانیا، نجف لک زایی و منصور میراحمدی جزو اعضای هیئت تحریریه این فصلنامه می‌باشند. مطابق اعلام سایت رسمی دانشگاه باقرالعلوم، تاکنون ۶۰ شماره از این فصلنامه منتشر شده‌است.

## موفقیت‌ها
کسب رتبه پنجم در میان ۴۸ مؤسسه آموزش عالی غیردولتی، بر اساس اطلاعات آماری و شاخص‌های آموزشی عالی دانشگاه‌ها و مؤسسات آموزش عالی غیردولتی ـ غیرانتفاعی در سال تحصیلی ۸۴–۸۳

## موفقیت‌های پژوهشی
احراز رتبه علمی ـ پژوهشی نشریه علوم سیاسی در سال ۱۳۹۱.
احراز رتبه علمی ـ ترویجی فصلنامه علوم سیاسی در سال ۱۳۸۷.
احراز رتبه در جشنواره خوارزمی، (۱۳۷۹).
احراز رتبه در جشنواره مطبوعات، (۱۳۸۰).
احراز رتبه در همایش پژوهش‌های برتر دین (۱۳۸۰).

## پایان‌نامه‌های برگزیده
ارتباط عرفان و سیاست از دیدگاه خمینی / سعیده باقری فرد / کسب رتبه سوم در جشنواره خوارزمی در سال ۱۳۸۵.
گونه‌شناسی سیاسی علمای دینی از دیدگاه خمینی / محمد علی متولیان / کسب رتبه سوم در جشنواره خوارزمی در سال ۱۳۸۱.
اخلاق و سیاست در اندیشه سیاسی اسلام / نجمه کیخا / کسب رتبه دوم در همایش پژوهش‌های برتر دین در سال ۱۳۸۶.
رابطه فرد و دولت در نظریه‌های ولایت فقیه / شریف لک زایی / کسب رتبه دوم در جشنواره جاوید (جهاد دانشگاهی و مؤسسه اندیشه خمینی) در سال ۱۳۸۲.
نقش مردم از دیدگاه خمینی و محقق نائینی / غلامحسن مقیمی / کسب رتبه اول در همایش پژوهش‌های برتر دین در سال ۱۳۸۰

## ارجاعات
1. ↑  «صفحه فصلنامه علوم سیاسی».